# Конти (Рицький повіт)
Конти (пол. Kąty) — село в Польщі, у гміні Клочев Рицького повіту Люблінського воєводства.
Населення — 53 особи (2011).
У 1975-1998 роках село належало до Седлецького воєводства.

## Демографія
Демографічна структура станом на 31 березня 2011 року:
|          | Загалом | Допрацездатний вік | Працездатний вік | Постпрацездатний вік |
| -------- | ------- | ------------------ | ---------------- | -------------------- |
| Чоловіки | 30      | 6                  | 20               | 4                    |
| Жінки    | 23      | 7                  | 14               | 2                    |
| Разом    | 53      | 13                 | 34               | 6                    |